# Жан-Луї П'єро
Жан-Луї Мішель П'єро (1761 — 18 лютого 1857) — генерал гаїтянської армії, президент Гаїті у 1845–1846 роках.

## Життєпис
За часів існування Королівства Гаїті король Анрі I присвоїв П'єро звання генерал-лейтенанта, а також надав титул принца.
П'єро було обрано на пост президента Гаїті 16 квітня 1845 року, наступного дня після смерті його попередника Філіпа Гер'є. Найбільш актуальною проблемою П'єро за часів його президентства стало відбиття постійних набігів з боку домініканців на прикордонні території. Домініканські човни чинили грабежі на гаїтянському узбережжі. Президент П'єро вирішив розпочати кампанію проти домініканців, яких він розглядав лише як повстанців. Гаїтяни, однак, не підтримували ідею війни зі своїми сусідами й, таким чином, не поділяли поглядів президента.
Окрім того П'єро викликав невдоволення армії, коли присвоїв військові звання лідерам селянського повстання у південній частині країни, а також багатьом своїм послідовникам. Остерігаючись нового селянського повстання, жителі міст вирішили усунути П'єро від посту президента країни. В результаті цього 1 березня 1846 року генерал Жан-Баптист Ріше був проголошений президентом Республіки в Порт-о-Пренсі. Того ж дня П'єро подав у відставку та виїхав до власної плантації Камп-Луї, де продовжив мирне життя.
П'єро помер 18 лютого 1857 року.